# Strauchbufo raddei
Strauchbufo raddei е вид земноводно от семейство Крастави жаби (Bufonidae).

## Разпространение
Видът е разпространен в Китай, Монголия, Русия и Северна Корея.